# Dasyhelea dentiforceps
Dasyhelea dentiforceps är en tvåvingeart som beskrevs av Tokunaga 1940. Dasyhelea dentiforceps ingår i släktet Dasyhelea och familjen svidknott. Inga underarter finns listade i Catalogue of Life.